# Denkmalgeschützte Objekte im Bezirk Deutschlandsberg
Im Bezirk Deutschlandsberg bestehen 246 denkmalgeschützte Objekte. Die unten angeführte Liste führt zu den Gemeindelisten und gibt die Anzahl der Objekte an.
| Gemeindeliste                | Objektanzahl |
| ---------------------------- | ------------ |
| Bad Schwanberg               | 38           |
| Deutschlandsberg             | 44           |
| Eibiswald                    | 37           |
| Frauental an der Laßnitz     | 5            |
| Groß Sankt Florian           | 17           |
| Lannach                      | 2            |
| Pölfing-Brunn                | 1            |
| Preding                      | 6            |
| Sankt Josef (Weststeiermark) | 3            |
| Sankt Martin im Sulmtal      | 8            |
| Sankt Peter im Sulmtal       | 3            |
| Sankt Stefan ob Stainz       | 7            |
| Stainz                       | 43           |
| Wettmannstätten              | 14           |
| Wies                         | 18           |